# تی‌بی‌تی (شرکت)

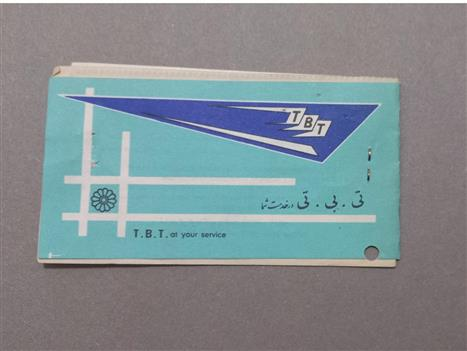
بلیت اتوبوس مسافربری تی‌بی‌تی در سال ۱۳۵۱

شرکت ترانسپورت تی‌بی‌تی یکی از قدیمی‌ترین شرکت‌های حمل مسافر و بار می‌باشد که توسط محمدعلی باقرزاده بنا نهاده شده بود. شرکت مسافربری تی.بی. تی (T.B.T) توسط دو نفر به نام‌های «توکلی» و «باقرزاده» در سال ۱۳۳۳ تأسیس شده و نام این شرکت هم مخفف اسم همین دو نفر است که سهامداران آن بودند. این شرکت که در سال ۱۳۳۳ بنا نهاده شده بود، پس از انقلاب اسلامی مصادره و تحت کنترل بنیاد مستضعفان و جانبازان درآمد.